# سلطان سيف
سلطان سيف (10 يونيو 1993 - 15 أكتوبر 2020) لاعب كرة قدم إماراتي لعب في الهجوم في الوحدة بني ياس واتحاد كلباء ونادي الفلاح.

## وفاته
توفي في 15 أكتوبر 2020م، الموافق 28 صفر 1442هـ عن عمر 27 عامًا، إثر تعرضه لحادث مرور بمدينة أبوظبي.

## روابط خارجية
- سلطان سيف على موقع Soccerway.com (الإنجليزية)